# Pointe de Mya
La pointe de Mya est une montagne de France, dans le massif du Mont-Blanc, en Savoie. Dominant les Chapieux au sud et la vallée des Glaciers au sud-est, elle s'élève à 2 513 mètres d'altitude, au sud-est de la tête Sud des Fours (2 716 m). Entre ces deux sommets s'égrènent de nombreuses pointes et aiguilles ainsi que le col de Mya au pied duquel se trouve le lac de Mya à l'est.

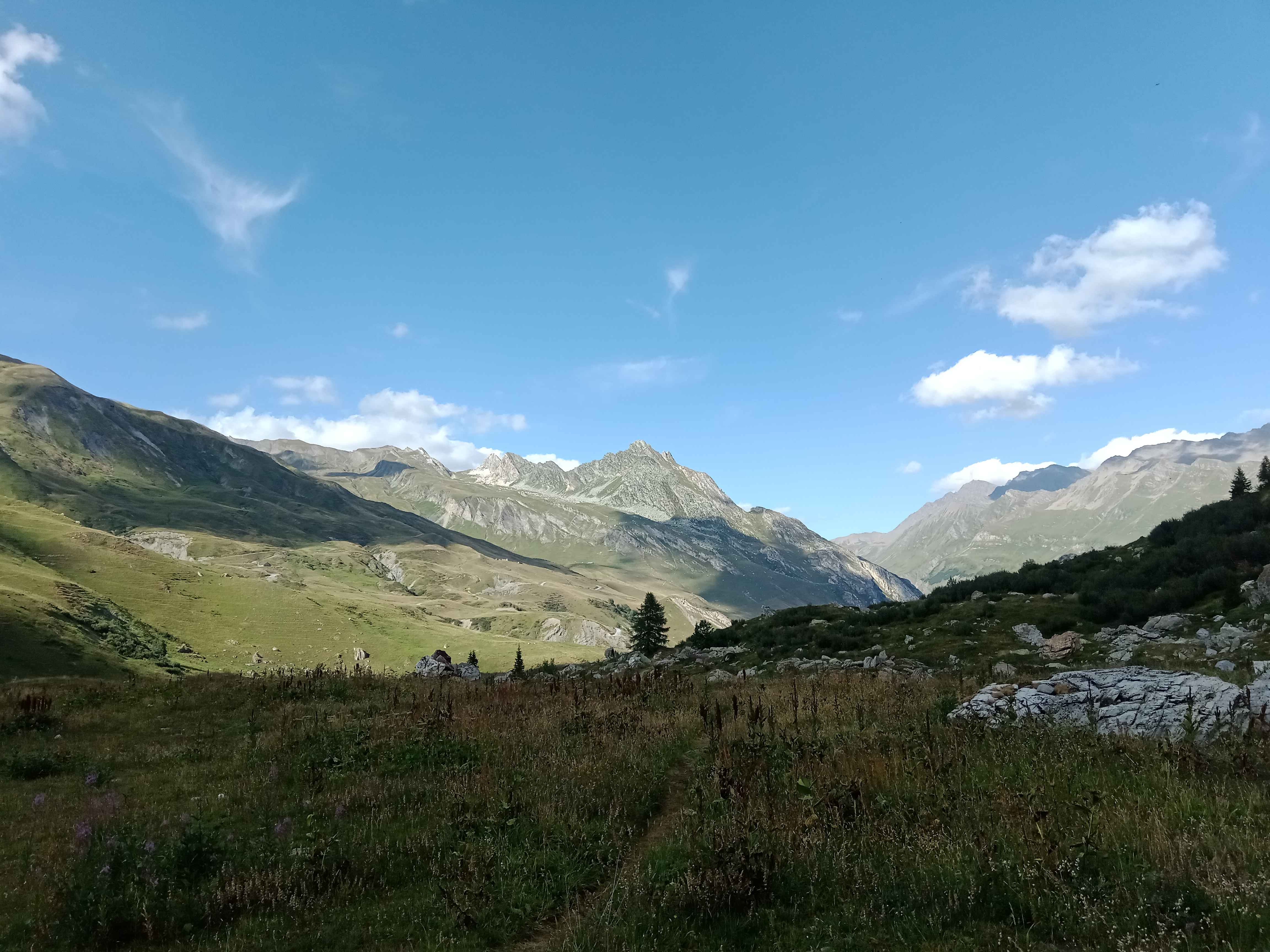
La pointe de Mya depuis la combe de la Neuva au sud-ouest.

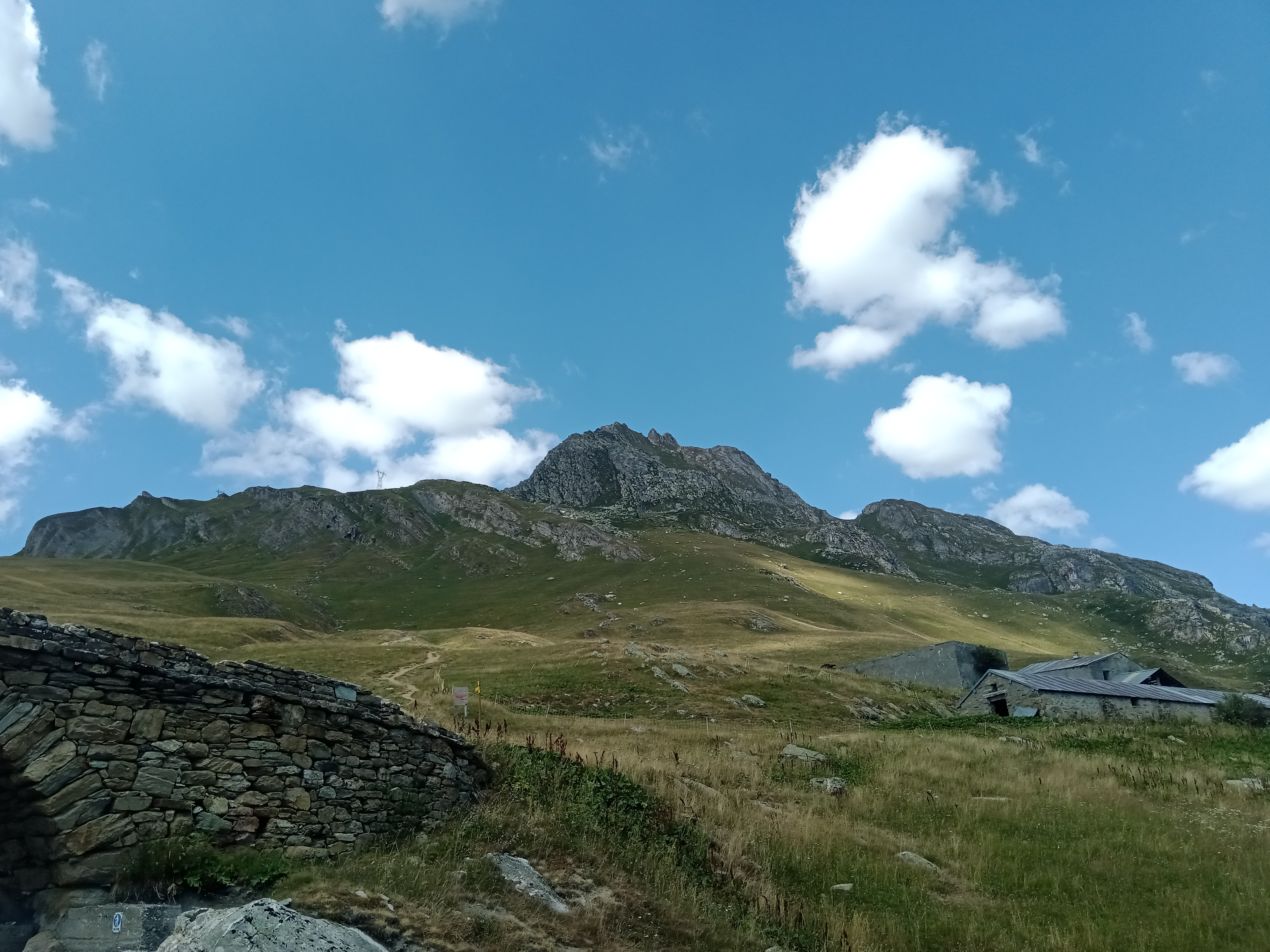
La pointe de Mya depuis les chalets de la Raja sur son adret.